# La fragua (álbum)
La Fragua es el décimo álbum de la banda chilena Quilapayún, publicado en 1973. Corresponde al primer álbum doble de la banda. La forma musical pertenece al género de la cantata.

## Lista de canciones
Todas las letras escritas por Sergio Ortega, toda la música compuesta por Sergio Ortega. 
| Las claves |                                        |          |  |
| N.º        | Título                                 | Duración |  |
| 1.         | «Recitado 1»                           |          |  |
| 2.         | «Canción 1: Sol luminoso»              |          |  |
| 3.         | «Canción 2: Hondo desierto»            |          |  |
| 4.         | «Recitado 2»                           |          |  |
| 5.         | «Canción 3: Norte grande, pobre norte» |          |  |

| Las luchas |                                               |          |  |
| N.º        | Título                                        | Duración |  |
| 6.         | «Recitado 3: Romance de Marga-Marga»          |          |  |
| 7.         | «Recitado 4»                                  |          |  |
| 8.         | «Canción 4: Marcha de los mineros del carbón» |          |  |
| 9.         | «Recitado 5»                                  |          |  |
| 10.        | «Canción 5: La represión» (1a grabación)      |          |  |
| 11.        | «Recitado 6»                                  |          |  |
| 12.        | «Canción 6: Los talleres»                     |          |  |

| La herencia |                                 |          |  |
| N.º         | Título                          | Duración |  |
| 13.         | «Canción 7: Niño araucano»      |          |  |
| 14.         | «Recitado 7»                    |          |  |
| 15.         | «Canción 8: Lautaro y Valdivia» |          |  |
| 16.         | «Recitado 8»                    |          |  |
| 17.         | «Pregón: La tierra sin motivo»  |          |  |
| 18.         | «Canción 9: El campo»           |          |  |

| El puño del pueblo |                                         |          |  |
| N.º                | Título                                  | Duración |  |
| 19.                | «Recitado 9»                            |          |  |
| 20.                | «Canción 10: En la entraña del volcán»  |          |  |
| 21.                | «Recitado 10»                           |          |  |
| 22.                | «Canción 11: Los trabajos de mi patria» |          |  |
| 23.                | «Recitado 11»                           |          |  |
| 24.                | «Canción 12: El puño del pueblo»        |          |  |

| Seis canciones contingentes |                             |                                  |                       |          |  |
| N.º                         | Título                      | Letras                           | Música                | Duración |  |
| 25.                         | «Las ollitas»               |                                  |                       |          |  |
| 26.                         | «El enano maldito acota...» | Sergio Ortega                    | Sergio Ortega         |          |  |
| 27.                         | «La tribuna»                | Manguaré & Quilapayún            | Manguaré & Quilapayún |          |  |
| 28.                         | «Vox Populi»                | Carlos Puebla & Eduardo Carrasco | Quilapayún            |          |  |
| 29.                         | «La merluza»                | Carlos Puebla & Eduardo Carrasco | Quilapayún            |          |  |
| 30.                         | «No sé para la cuestión»    |                                  |                       |          |  |

## Créditos
Quilapayún
- Eduardo Carrasco
- Carlos Quezada
- Willy Oddó
- Hernán Gómez
- Rodolfo Parada
- Rubén Escudero

Relator
- Roberto Parada